# Сай-Булун
Сай-Булун (кирг. Сай-Булуң) — село в Аксыйском районе Джалал-Абадской области Кыргызстана. Входит в состав Кара-Сууского айылного аймака.

## География
Село расположено в центральной части области, на берегах реки Кара-Суу, на расстоянии приблизительно 39 километров (по прямой) к северо-востоку от города Кербен, административного центра района.

## Население
Согласно оценочным данным Национального статистического комитета Кыргызской Республики, численность населения села на начало 2023 года составляла 580 человек.
| год     | 2009 | 2014 | 2015 | 2020 | 2021 | 2023 |
| ------- | ---- | ---- | ---- | ---- | ---- | ---- |
| человек | 594  | 113  | 575  | 522  | 504  | 580  |